# Epidendrum garayi
Epidendrum garayi là một loài thực vật có hoa trong họ Lan. Loài này được Løjtnant mô tả khoa học đầu tiên năm 1977.